# Самб
Самб — индийский правитель IV века до н. э.

## Биография
Как указал Арриан, Самб был поставлен Александром Македонским правителем в землях «горных индов» со столицей в Синдиване. По замечанию канадского исследователя В. Хеккеля, эта территория традиционно отождествлялась с Сехваном, но, по мнению П. Эггермонта, могла располагаться западнее Алора на пути к Кандагару. Если исходить из гипотезы ряда исследователей об идентичности личности Самба с Самаксом, то первая его встреча с македонянами могла произойти на Гидаспе. В этом случае, по замечанию Ф. Шахермайра, Самб (Симакс), поддержавший одного из убийц Дария III Барсаента, был помилован Александром.
После того, как впоследствии Александр простил Мусикану его «прежнее высокомерие», Самб, находившйся, по свидетельству Арриана, со своим соседом во враждебных отношениях, бежал. По замечанию Дройзена, ранее Самб, «стоя в зависимости от более могущественного Мусикана, предпочел служить иноземному властелину, чем соседнему государю». Согласно Диодору, македоняне опустошили владения Самба и перебили несколько тысяч брахманов, бывших зачинщиками волнений. После этого жители сдались на милость Александра, а Самб «бежал к границам Индии и таким образом спасся». О дальнейшей судьбе Самба исторические источники не сообщают.